# Estación Chiguayante
Estación Chiguayante är en järnvägsstation i Chiguayante, strax utanför Concepción i Chile. Vid denna station trafikeras ett regionaltåg som förbinder Talcahuano och Concepción med La Laja, Talcamávida och Renaico (linjen kallas ofta "Corto Laja") samt även pendeltågen på Biotrén, ett pendeltågssystem som trafikerar Concepción och närliggande kommuner. Utanför stationen finns även en hållplats för Biobús samt andra lokala busslinjer.
Linje 1 i Biotréns pendeltågssystem trafikerar stationerna, där stationen ligger mellan Estación Concepción (riktning Talcahuano-El Arenal) och Estación Pedro Medina (riktning Hualqui).

## Källa
Den här artikeln är helt eller delvis baserad på material från spanskspråkiga Wikipedia.